# Ceratomontia reticulata
Ceratomontia reticulata is een hooiwagen uit de familie Triaenonychidae.